# Alexis Langer

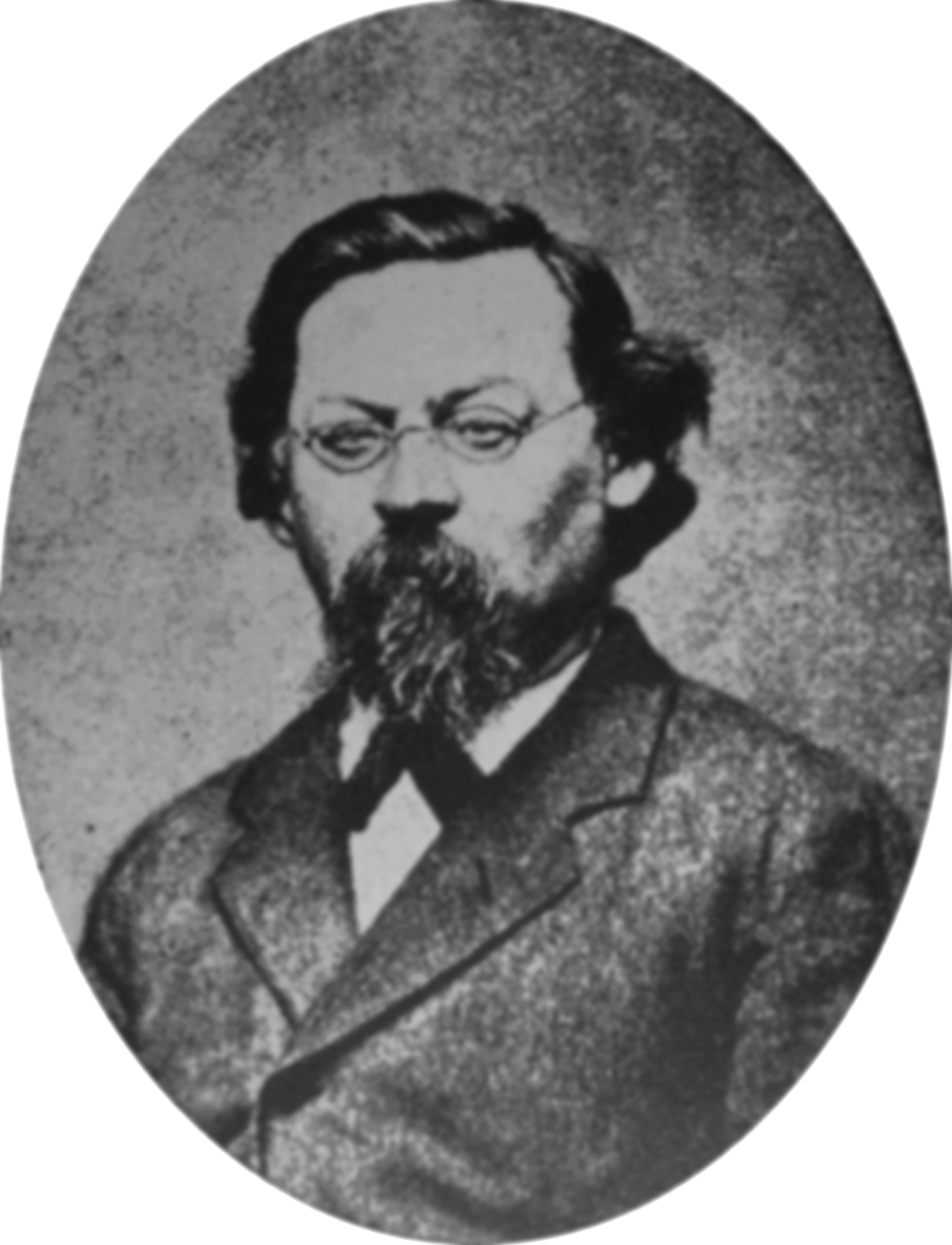
Alexis Langer

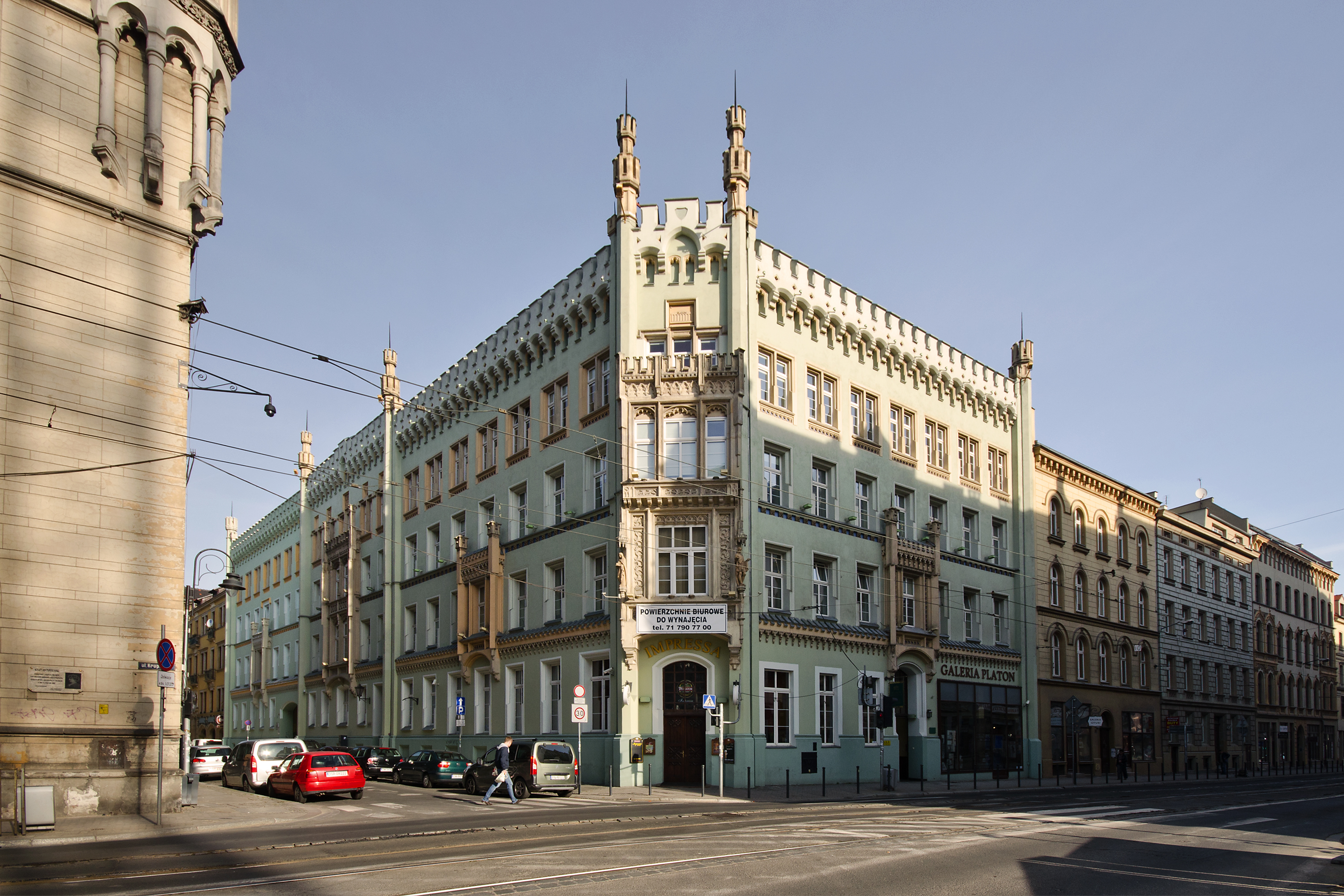
Pokoyhof in Breslau

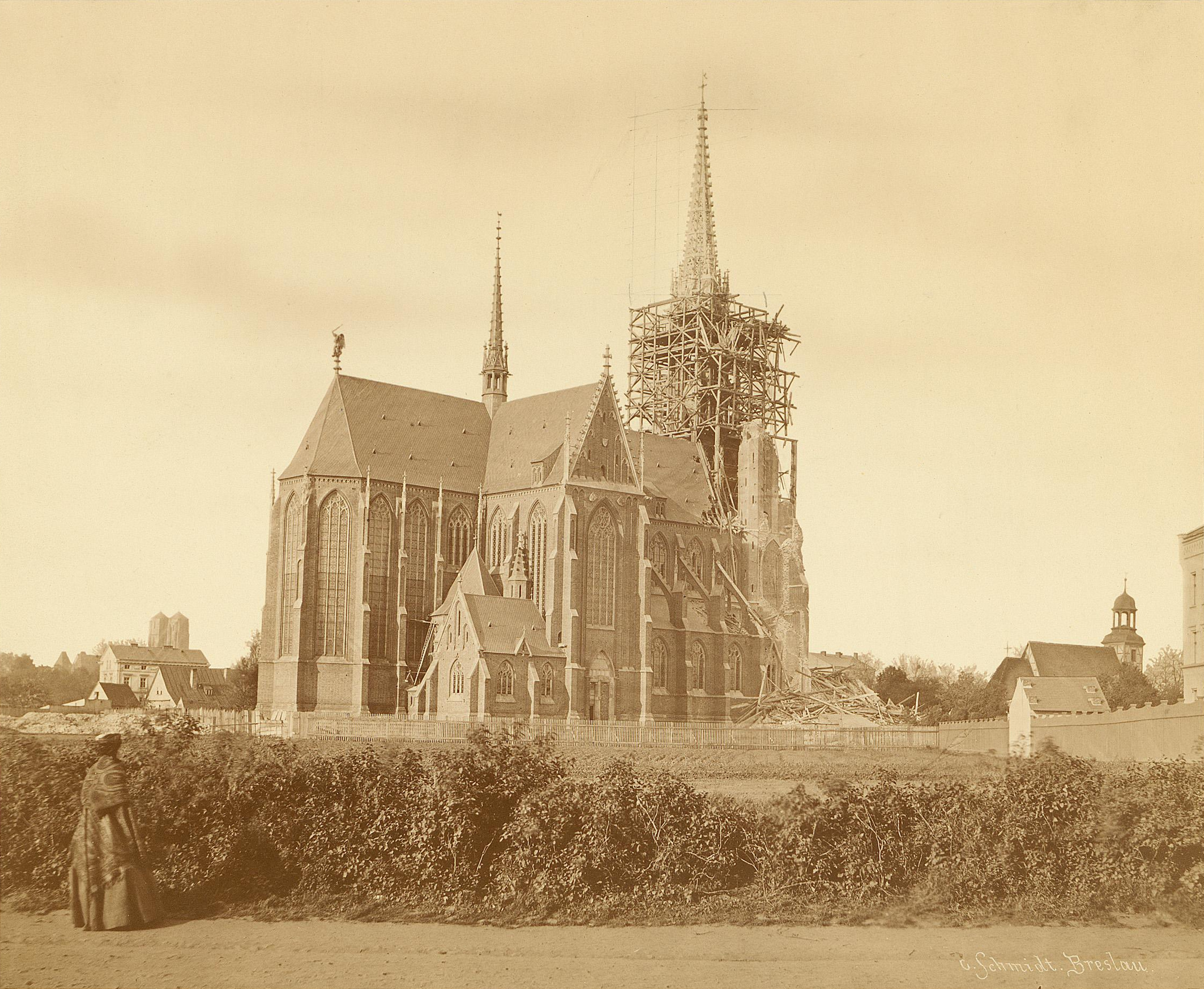
St. Michael, Breslau, nach dem Turmeinsturz (1869)

Alexis Langer (* 2. Februar 1825 in Ohlau, Schlesien; † 21. September 1904 in Breslau) war ein deutscher Architekt der Neugotik.

## Leben und Werk
Alexis Langer entstammte einer evangelischen Familie. Da die Familie nicht die finanziellen Mittel für eine gymnasiale Ausbildung und ein Studium hatte, begann er mit 14 Jahren eine Maurerlehre in seiner Heimatstadt Ohlau. Ab 1840 war er in Glatz tätig. Als Vorbereitung für seine Meisterprüfung besuchte er von 1845 bis 1846 die Königliche Bau-, Kunst- und Handwerkschule in Breslau und erhielt 1848 in Glatz seinen Meisterbrief. Als Maurermeister kam er wieder nach Breslau, wo er bis 1852 bei verschiedenen Architekten arbeitete.
Im Jahre 1852 führte Langer mit einem neugotischen Eckgebäude für den Pokoyhof in Breslau seinen ersten eigenen Entwurf aus. Bei dem Wettbewerb für die Votivkirche in Wien 1855 machte er sich durch eine Auszeichnung einen Namen. Mit der neuen Kirche in Thule plante er seinen ersten Kirchenbau für das Bistum Breslau. Daraufhin wurde er für viele weitere Kirchenbauprojekte herangezogen und fand im Fürstbischof Bischof Heinrich Förster einen wichtigen Förderer. Bischof Förster entwickelte in seiner Regierungszeit eine große Bautätigkeit und wollte dem vorherrschenden Rundbogenstil im protestantischen Preußen eine eigenständige, selbstbewusste katholische Kirchenarchitektur entgegenstellen. 1858 zur katholischen Konfession konvertiert, stieg der Maurermeister Langer mit seiner prägnanten Umsetzung des neugotischen Stils zum inoffiziellen Diözesanarchitekten auf. 1862 wurde Alexis Langer mit dem Prestigeprojekt der Michaeliskirche in Breslau betraut. Als größter Kirchenbau in Breslau seit der Barockzeit wurde sie ausschließlich aus Kirchenmitteln finanziert und sollte ein Zeichen der Stärke im Kulturkampf setzen. Zur gleichen Zeit entstand in Langenbielau ein weiterer mächtiger Sakralbau, den Langer kreuzförmig und mit einem Frontturm konzipierte, der mit einer Höhe von 101 Metern zum zweithöchsten Schlesiens wurde.
Am 8. Mai 1868 kam es aufgrund eines Konstruktionsfehlers zum Einsturz des Nordturms der fertiggestellten Doppelturmfassade der Michaeliskirche, worauf Langer die Bauleitung entzogen und Carl Johann Lüdecke übertragen wurde. Nach dem Turmeinsturz erhielt Langer keine neuen Aufträge von der Kirche mehr. Seine weitere Tätigkeit beschränkte sich auf Arbeiten für Kurt von Ohlen und Adlerskron in Osseg sowie Kirchenbauten außerhalb Schlesiens in der Provinz Posen. Erst zur Jahrhundertwende konnte er mit der großen Schutzengelkirche in Waldenburg wieder einen Kirchenbau auf schlesischem Boden ausführen. Langer verstarb kurz nach der Fertigstellung und Weihe der Kirche 1904.
Alexis Langer wurde auf dem Laurentiusfriedhof in Breslau bestattet. Das Grab ist nicht mehr erhalten.

## Stil
Studienreisen zu den wichtigen deutschen gotischen Bauten, darunter vor allem zur Kölner Dombaustelle begründeten seine Nähe zur deutschen Romantik und zu Lehren August Reichenspergers von der „Zukünftig“. Alexis Langer ging es nicht um eine formale Nachahmung der gotischen Vorbilder, sondern um eine Neuinterpretation und Vervollkommnung der mittelalterlichen Gotik. Die rheinische Gotik und die schlesische Backsteingotik mit ihren Springgewölben waren dabei prägend für sein Werk. Vor allem seine Dorfkirchen zeichnen sich durch extreme Betonung der Vertikalen aus. Die schlanken, oft stark bildhauerisch herausgearbeiteten Kirchtürme und die ungewohnt schmal proportionierten Chöre verleihen den Bauten eine pittoreske Erscheinung. Dabei nutzte er als Baumaterial fast ausschließlich Backstein. Dabei wurden die reichen Bauplastiken in Werkstein, häufiger noch in Formstein gefertigt. Sein Namenszeichen lehnte er an das Albrecht Dürers an. Als Steinplastik ausgeführt, vervollständigte es die komplexe Symbolik in seinen Sakralbauten.

## Bauten

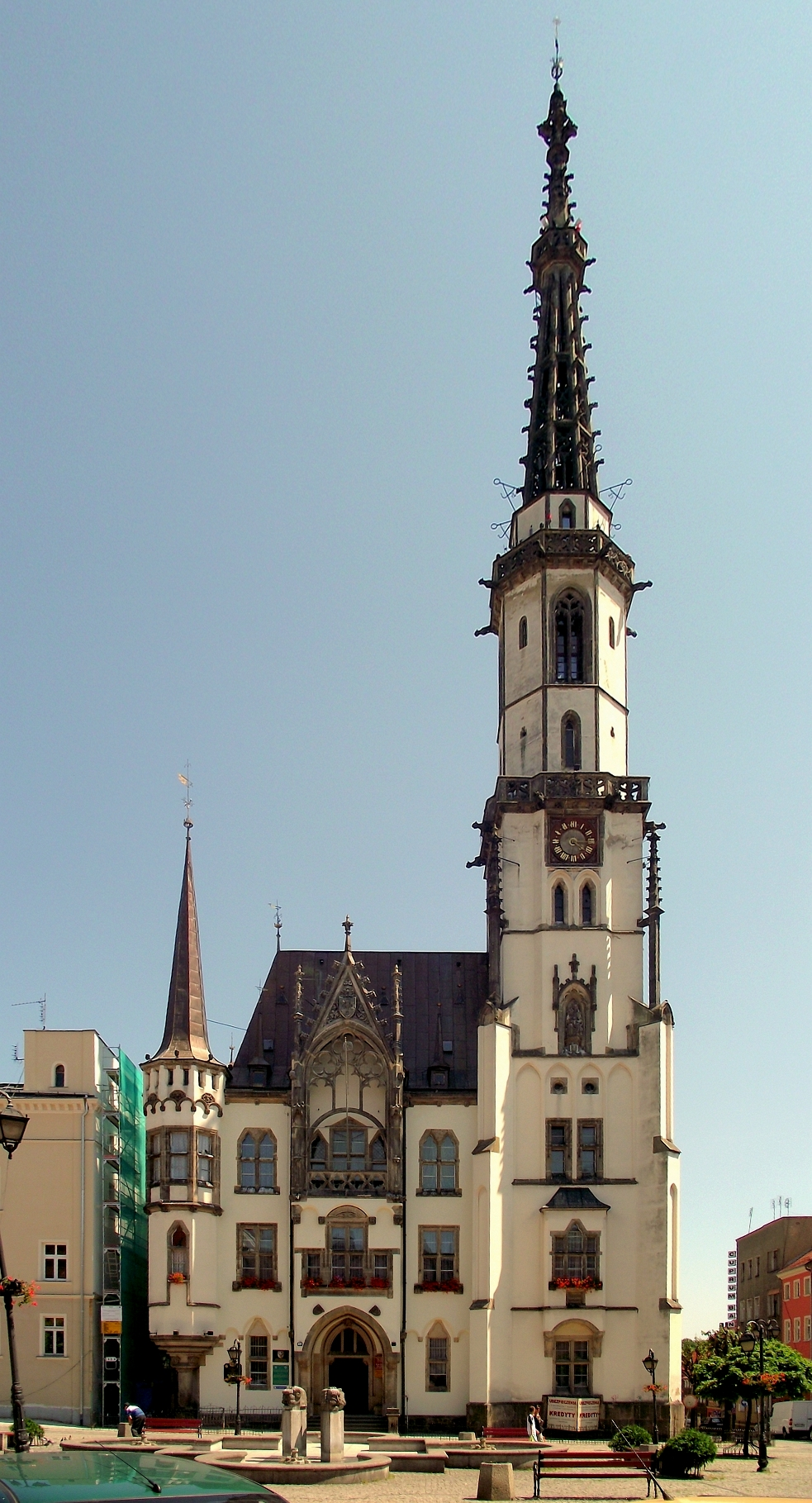
Rathaus von Frankenstein

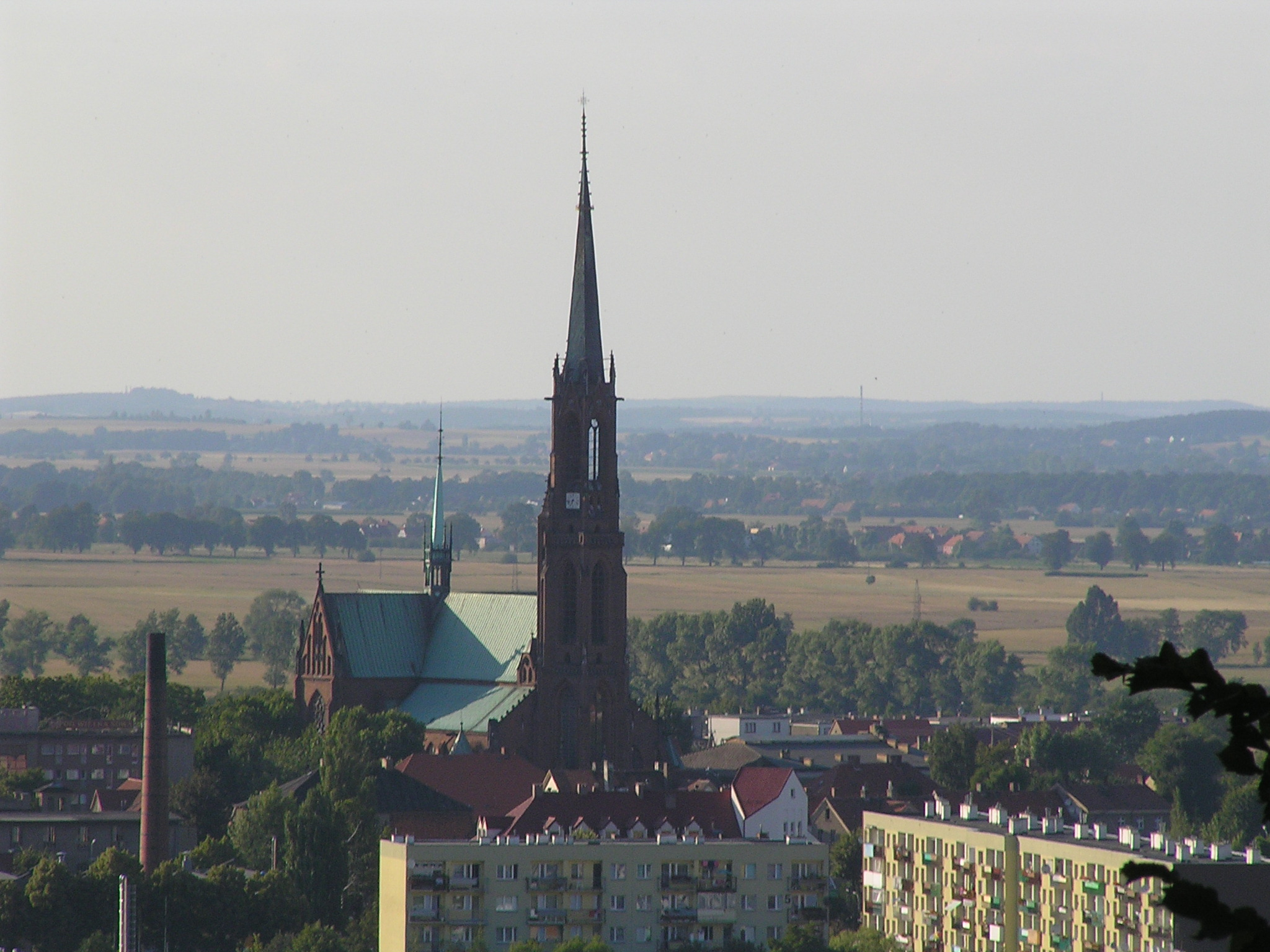
Der Kirchturm in Langenbielau ist 101 Meter hoch

- 1853, einige Bauten des Pokoyhofs in Breslau
- 1854–1857, Pfarrkirche der hl. Maria Schmerzensmutter in Thule, Oberschlesien
- 1855–1856, Fassade der gotischen Stadtpfarrkirche in Schwiebus
- 1858, Kapelle auf dem Laurentiusfriedhof in Breslau
- 1857–1861, Neubau der Pfarrkirche der Hl. Dreifaltigkeit in Lauban
- 1859–1861, Marienkirche in Konstadt, Oberschlesien
- 1859–1864, Pfarrkirche Mariä Unbefleckte Empfängnis in Klarenkranst bei Breslau (Chrząstawa Wielka)
- 1861–1863, Pfarrkirche in Schmograu, Oberschlesien
- 1862–1865, Rathaus von Frankenstein, Schlesien
- 1862–1870, Marienkirche in Katowice
- 1862–1871, Michaeliskirche in Breslau (Am Lehmdamm)
- 1865–1866, Kollegiatkirche Hl. Kreuz in Breslau
- 1868–1876, Mariä-Himmelfahrt-Kirche in Langenbielau, Schlesien
- 1869, Entwurf des Hauptaltars für die Pfarrkirche St. Peter und Paul in Namslau
- 1868–1870, Chor der Dreifaltigkeitskirche als Stiftung der Familie von Hatzfeld in Trachenberg, Schlesien.
- 1874, Siegesdenkmal in Breslau zur Erinnerung an die Kriege 1864, 1866 und 1870/1871 – heute nur noch als Backsteinstumpf erhalten.
- 1877–1883, Umgestaltung des Schlosses von Kurt von Ohlen und Adlerskron in Osseg (Osiek Grodkowski) bei Brieg – heute verwahrlost.
- 1883, Grabkapelle in Osseg – heute Ruine.
- 1885–1886, Pfarrkirche St. Barbara in Gryżyna bei Lissa
- 1887–1890, Umgestaltung der gotischen Pfarrkirche St. Laurentius in Wonieść bei Lissa
- 1888–1894, Pfarrkirche Maria Schnee in Klein Kreutsch bei Lissa
- 1896–1900, Pfarrkirche St. Valentin in Pakosław bei Rawicz
- 1889–1891, Pfarrkirche St. Peter und Paul in Tuczno bei Inowrocław
- 1898–1901, Pfarrkirche St. Johannes Baptist in Kołdrąb bei Bromberg
- 1898–1904, Schutzengelkirche in Waldenburg, Niederschlesien
- 1899–1901, Herz-Jesu-Kirche in Obernigk bei Breslau
- 1900–1904, Dreifaltigkeitskirche in Liegnitz, Niederschlesien
- 1902–1907, Stadtpfarrkirche Mariä Verkündigung in Rawicz